# Akantrommel

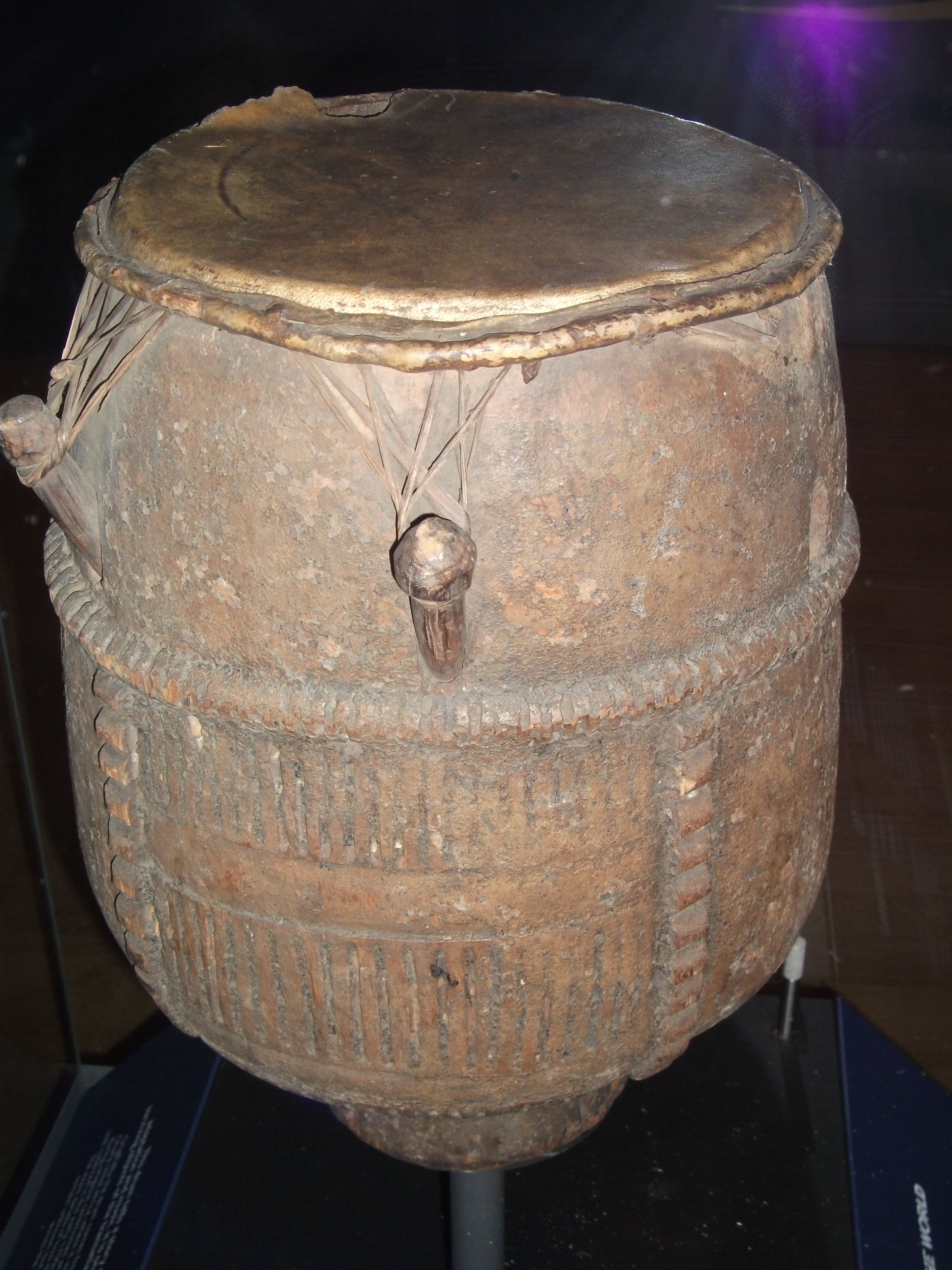
Die Akantrommel im British Museum, Raum 26

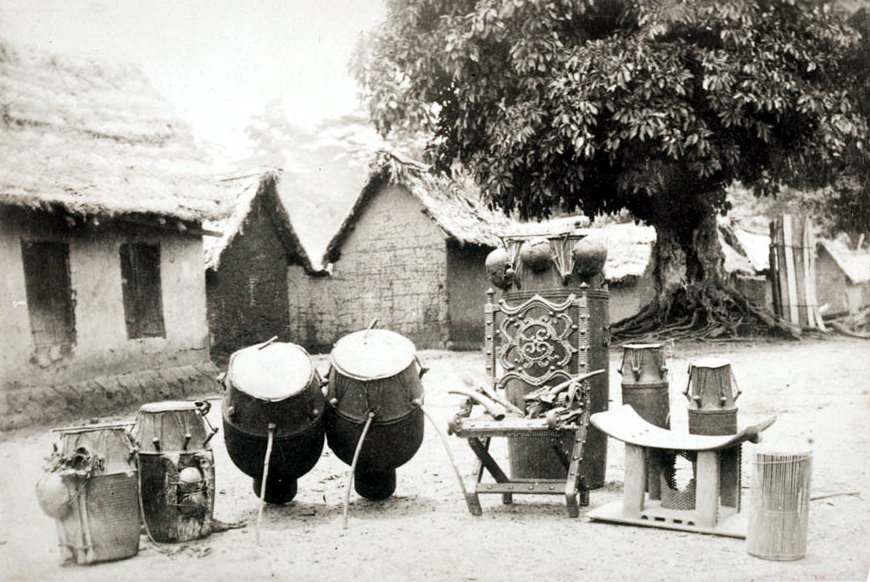
Akantrommeln neben dem Thron des Stammesführers in Begoro, Ende 19. Jahrhundert

Die Akantrommel (englisch Akan drum) ist eine in Westafrika auf dem Territorium des heutigen Ghana vom Volk der Akan hergestellte einfellige Bechertrommel, die heute im British Museum aufbewahrt wird. Es wird vermutet, dass sie im Zuge des Sklavenhandels nach Nordamerika, in das Gebiet West-Virginias, kam. Die Anfang des 18. Jahrhunderts gefertigte Trommel gilt als das älteste afroamerikanische Ausstellungsstück des Museums und ist wahrscheinlich die älteste noch erhaltene Trommel Afrikas. Sie repräsentiert zudem das Spannungsverhältnis der drei Kontinente.

## Beschreibung
Das Musikinstrument wurde aus zwei Holzarten hergestellt. Der geschnitzte Korpus besteht aus Cordia africana (Sudan-Teak). An Halterungen aus dem Holz von Baphia nitida sind Pflanzenfasern befestigt, mit denen eine Hirschhaut über die Trommel gespannt wurde.

## Geschichte
Der genaue Grund, warum die Trommel auf einem Sklavenschiff mit in den Westen reisen konnte, ist heute nicht mehr festzustellen. Es wird angenommen, dass sie entweder von einem Besatzungsmitglied oder einer höherstehenden Persönlichkeit unter den Sklaven mit an Bord genommen wurde. Weiter wird vermutet, dass sie zunächst noch zu Stammestänzen eingesetzt wurde. Zwischen 1730 und 1745 wurde das Instrument von einem gewissen Reverend Mr. Clerk entdeckt und an Hans Sloane, einen englischen Wissenschaftler, Forschungsreisenden und leidenschaftlichen Sammler weitergegeben. Dieser hatte auf Jamaika Sklaven auf solchen Trommeln spielen sehen und nahm einige dieser Gegenstände an sich. Er ging aber davon aus, dass sie vor Ort hergestellt worden seien. Er beschrieb sie als „Trommel aus einem ausgehöhlten Baum geschnitzt […]“. Teile von Sloanes Sammlung, vor allem seine Bibliothek, bildeten später den Grundstock des Britischen Museums.
Erst 1906 stellte sich heraus, dass die Annahme Sloanes, die Trommel sei ein indianisches Instrument, falsch war. So dankbar, wie man heute über dieses frühe interkulturelle Musikinstrument ist, musste ihre Vergangenheit neu aufgerollt werden. Mit Hilfe der Expertise der Wissenschaftler von den Royal Botanic Gardens konnte in den 1970er Jahren die Herkunft der Trommel bestimmt werden. Eine der verwendeten Holzarten, Cordia africana, kommt nur in Afrika vor und ist somit ein Beweis für die afrikanische Herkunft der Akantrommel.